# 曺晩植
曺 晩植（チョ・マンシク、そう・ばんしょく、1883年2月1日 - 1950年10月18日）は、朝鮮の独立運動家、教育者、政治家である。雅号は古堂（コダン、고당）。日本へ留学し明治大学法学部を卒業している。

## 経歴

### 出生
平安南道江西郡に生まれ、1905年に平壌のミッション系スクールである崇実学校に入学し、在学中にキリスト教に入信した。

### 留学
1908年に崇実学校を卒業した後は、日本へ留学し、1910年まで正則英語学校において英語を学び、1911年には明治大学法学部へ進学した。その際、インドのマハトマ・ガンディーが主唱した「非暴力・不服従」に関する論文に共感、これが後の独立運動における思想の礎となり、「朝鮮のガンジー」と呼ばれる所以となった。

### 日本統治下での独立運動
大学卒業後の1913年に帰国した後は、定州の五山学校で教職に就き、1915年には学校長に昇進した。
1919年には、学校長の職を辞して三・一独立運動に参加して逮捕され、平壌監獄に1年間服役し、釈放後は民族実力養成運動の先頭に立つ様になった。
1921年には、平壌YMCA総務と山亭峴教会の長老となり、以降平壌における長老派教会の重鎮とされる存在となった。
1922年には、国産品愛用を奨励する為に朝鮮物産奨励会を結成し、自ら会長に就任した。
1923年には、金性洙や宋鎮禹と共に、民族教育の為の大学を設立する事を目的とした朝鮮民立大学期成会を結成した。
1927年には、新幹会の結成に参加し、平壌支部の会長に就任した。
1930年には関西体育会長、1932年には朝鮮日報社長に就任し、教育言論文化事業運動を展開する様になった。
太平洋戦争中は、キリスト教民族主義の立場から、神社参拝と志願兵制度への協調を拒否した。
1943年には、曺晩植を懐柔しようとしていた当時の朝鮮軍司令官である板垣征四郎との面談を拒否し、志願兵制度に対する反対運動を行い逮捕されたが、すぐに釈放された。

### 独立後

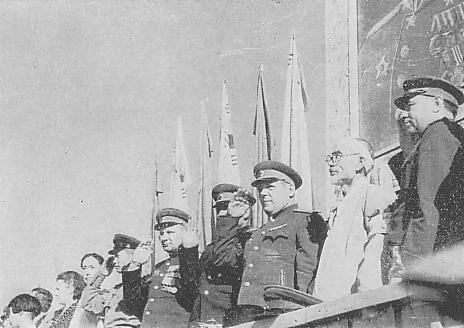
1945年10月14日に平壌で開催された「ソ連解放軍歓迎平壌市民大会」に参加した曺晩植（右から2番目の人物）と赤軍の将校達。後ろに太極旗が掲げられている。

1945年、日本が第二次世界大戦に敗北すると、曺はただちに建国運動を起こした。8月15日の解放と同時に、平壌においてプロテスタント民族主義者を中心とした平安道治安維持会を結成し委員長に就任し、8月17日には平南建国準備委員会に移行した。しかし、ソ連軍が北部朝鮮に進駐すると、準備委員会は解体され、新たに民族主義と共産主義者からなる平南人民政治委員会が樹立され、委員長に据えられた。
朝鮮の有名な指導者はほぼソウルにいたため、朝鮮北部を占領したソ連軍当局にとっては、平壌で活動していた曺晩植だけが金日成に代わり得る人物だった。ソビエト軍特別宣伝部長・グリゴリー・メクレルは、占領後に、その次期指導者選びのために曺晩植に面会したが、曺晩植はソ連軍政に協力姿勢を見せているが反共思想・反共姿勢を内に隠しているため信用できないとソ連に報告している。
同・1945年11月3日には、朝鮮民主党を結成して党委員長になった。また、ソ連軍当局の呼びかけで各地の人民委員会から代表が出席することで、朝鮮北部における最初の統治機構ともいえる北朝鮮五道行政局が創設された。曺晩植はその長（委員長）となった。
1945年12月、米英ソ外相によるモスクワ三国外相会議が朝鮮半島の信託統治案を提示したことから、朝鮮半島は賛否を巡って紛糾した。五道行政局も信託統治案を巡って分裂し、機能不全に陥った。曺晩植は北朝鮮における有力な指導者の一人だった事から、ソ連側は1946年の1月2日、4日、5日の3回にかけて、彼に新たに樹立される政府の大統領のポストを用意する事を提示しながら信託統治を支持することを要請したが、信託統治案への反対を表明した為、ソ連軍当局および共産主義者たちと対立した。ソ連は信託統治案に各論反対姿勢によってその進展を阻んでいたが当初の提案では主導的な立場をとっていたため、曺晩植の信託統治案反対表明によって彼を首班にする選択肢を失った。このために北朝鮮は東欧よりも早く共産化されたとも推測されている。曺晩植は、信託統治への反対に端を発した対立が原因で46年1月5日から軟禁状態に置かれ、朝鮮戦争で平壌の陥落が目前に迫った1950年10月18日に処刑された。